# United States Mint Police
United States Mint Police (USMP) är en amerikansk federal polismyndighet med syfte att bevaka och beskydda den federala myntverket United States Mints tillgångar och intressen som bland annat myntverkets guldreserver i United States Bullion Depository (Kentucky), United States Mint Denver (Colorado) och United States Mint West Point (New York).
Samtliga poliser måste genomgå en tre månader lång polisutbildning på USA:s inrikessäkerhetsdepartements träningsanläggning Federal Law Enforcement Training Centers i Glynn County i Georgia. Efter genomförd examen, genomförs ytterligare träning tillsammans med lokala polismyndigheter som finns i områden där myntverkets anläggningar är placerade. Polisanställda kan också lånas ut till andra ändamål vid extraordinära händelser såsom 11 september-attackerna, orkanen Katrina och de olympiska vinterspelen 2002 i Salt Lake City.

## Historik
Polismyndigheten grundades 1792 i och med lagen Coinage Act of 1792, som placerade ett myntverk i Philadelphia i Pennsylvania.

## Galleri

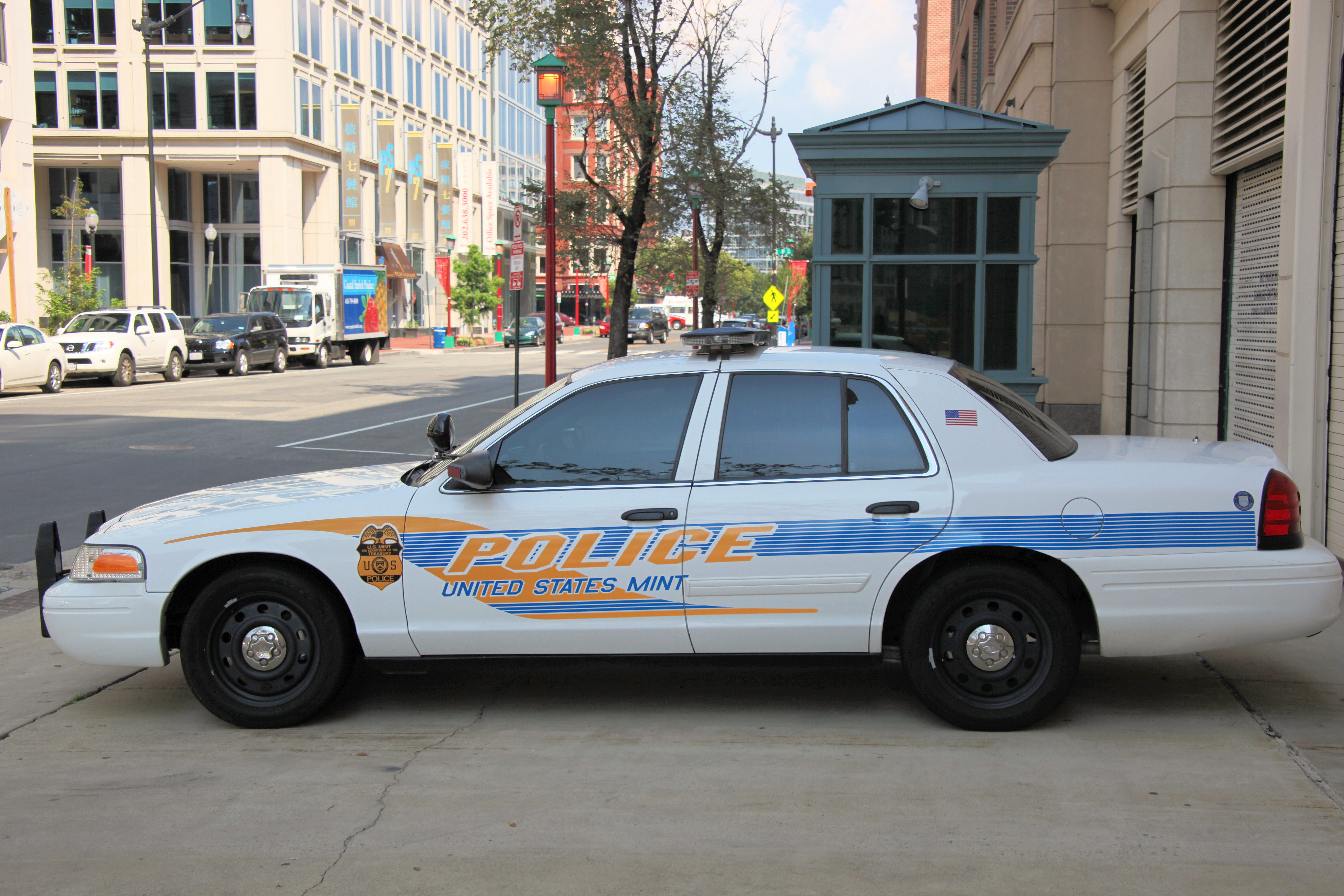
Polisfordon, 2011.
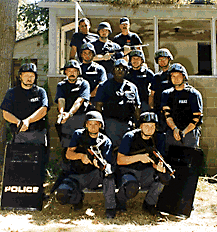
Insatsstyrka, 2001.